# Pollenia sytshevskajae
Pollenia sytshevskajae är en tvåvingeart som beskrevs av Grunin 1970. Pollenia sytshevskajae ingår i släktet vindsflugor, och familjen spyflugor. Inga underarter finns listade i Catalogue of Life.